# Bostrychanthera
Bostrychanthera  é um gênero botânico da família Lamiaceae

## Espécies
- Bostrychanthera deflexa
- Bostrychanthera yaoshanensis